# Imam-Reza-Schrein

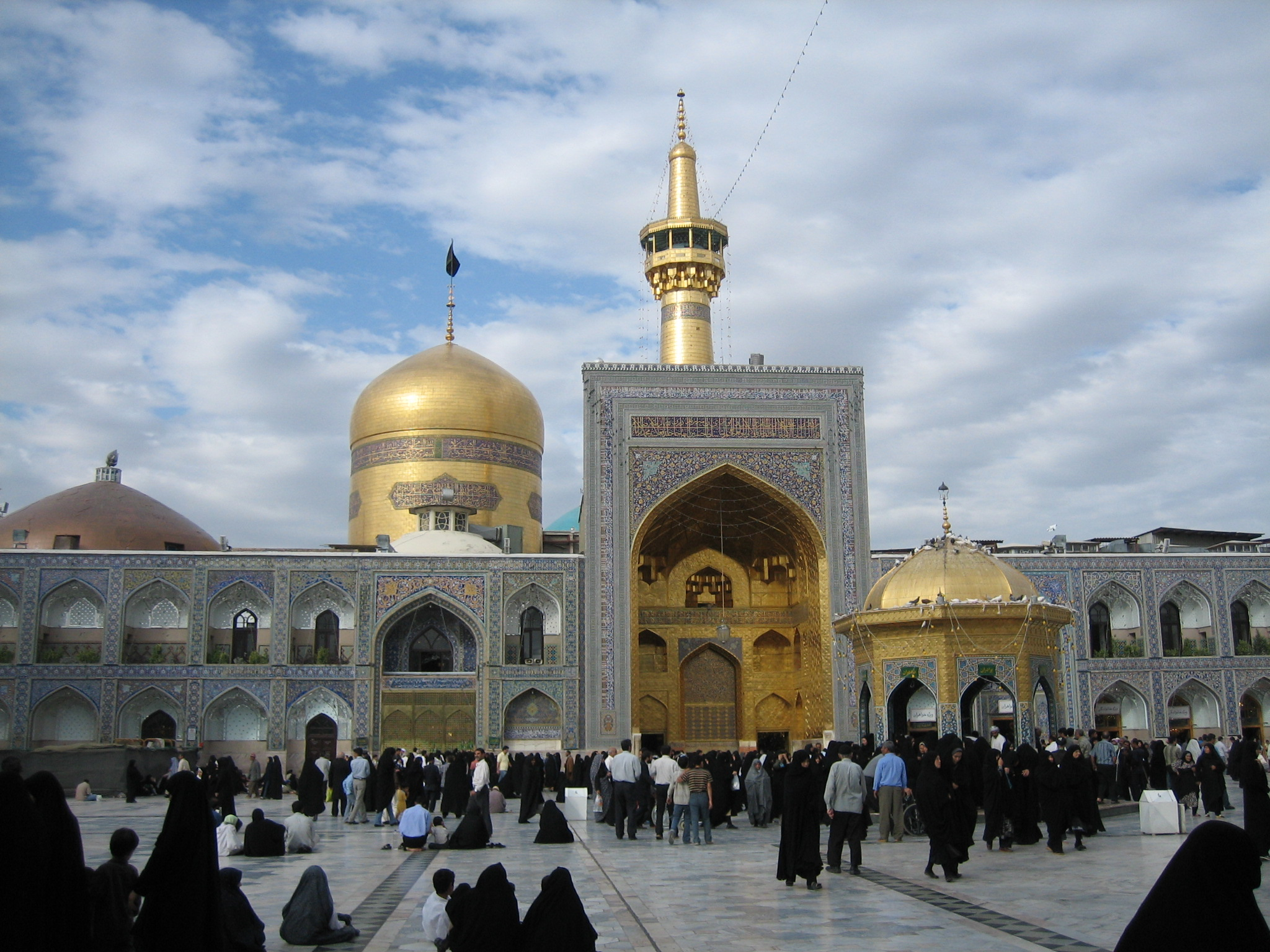
Imam-Reza-Schrein

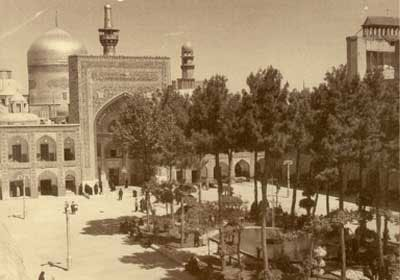
Foto unbekannten Datums

Der Imām-Reza-Schrein (persisch حرم امام رضا, DMG Ḥaram-i Imām Reżā) in Maschhad (Iran) ist ein Gebäudekomplex, der das Mausoleum von Imām ar-Riḍā (persisch امام رضا, DMG Imām Reżā) enthält, dem achten Imam der Zwölferschiiten. Es beherbergt des Weiteren die Goharschad-Moschee, ein Museum, eine Bibliothek, vier Seminare, einen Friedhof, die Razavi-Universität für islamische Wissenschaften, einen Speisesaal für Pilger, große Gebetshallen sowie weitere Gebäude.
Dieser Komplex bildet das Zentrum des Tourismus im Iran und wird jährlich von 15 bis 20 Millionen Pilgern besucht. Der Schrein selbst umfasst eine Fläche von 267.079 m²; die sieben Innenhöfe, die den Schrein umgeben, haben zusätzlich eine Fläche von 331.578 m² – insgesamt also 598.657 m².

## Geschichte
Im Jahr 818 wurde Imam ar-Ridā angeblich von al-Ma'mūn zu Tode gepeinigt und neben dem Grab Hārūn ar-Raschīds beerdigt. Nach diesem Geschehnis wurde der Ort Maschhad ar-Rida („Ort des Märtyrers ar-Rida“) genannt. Schiiten und Sunniten begannen damit, das Grab bei ihrer Pilgerreise zu besuchen. Gegen Ende des 9. Jahrhunderts wurde eine Kuppel auf dem Grab erbaut, ringsum entstanden viele Gebäude und Basare. Innerhalb eines Jahrtausends wurde es mehrere Male verwüstet und wiederaufgebaut.
Im Jahre 993 wurde der heilige Schrein von Sebük Tigin zerstört, einem König der Ghaznawiden. Jedoch ordnete sein Sohn, Sultan Mahmud von Ghazni im Jahr 1009 an, den Schrein instand zu setzen und zu erweitern. Um 1150 erneuerte der seldschukische Sultan Ahmad Sandschar das Heiligtum und fügte neue Gebäude hinzu, nachdem sein Sohn auf wundersame Weise in dem Schrein geheilt worden war. Der Ilchan Öldscheitü, der zur Schia konvertierte, richtete im Jahr 1310 den heiligen Schrein ebenfalls her. Der berühmte muslimische Reisende Ibn Battuta besuchte Maschhad im Jahr 1333 und berichtete von einer großen Stadt, in der es Obstbäume, Flüsse und Mühlen in Hülle und Fülle gäbe.
Im 15. Jahrhundert, während der Herrschaft von Schāh Ruch, wurde Maschhad eine der wichtigsten Städte der Timuriden-Dynastie. Im Jahr 1418 finanzierte seine Gemahlin Gauhar-Schad den Bau einer Moschee neben dem Schrein, die heute als Gauhar-Schad-Moschee (Gouharschad-Moschee) bekannt ist.
Bei einem Erdbeben 1673 wurde der Schrein schwer beschädigt.
Im März 1912 wurde der Schrein, welcher zum Schutz vor seinen Gegnern von einem Geistlichen und seinen Anhängern aufgesucht wurde, auf Anordnung des Befehlshabers der dort stationierten russischen Truppen bombardiert, wobei viele Unschuldige und Pilger verletzt und getötet wurden, was große Empörung in der islamischen Welt zur Folge hatte.
Am 20. Juni 1994 gab es einen Bombenanschlag auf den Schrein, 70 Menschen wurden dabei getötet und 100 verletzt.
Der Schrein ist auf der seit 2004 ausgegebenen 100-Rial-Münze abgebildet.

### Innenhöfe
Der Komplex umfasst insgesamt sieben Innenhöfe (Sahn):
- Sahn Inqilab – „Innenhof der Revolution“
- Sahn Azadi – „Freiheits-Innenhof“
- Sahn Imam Khomeini
- Sahn Gowharshad-Moschee
- Sahn Quds
- Sahn Jumhuri Islami – „Innenhof der Islamischen Republik“
- Sahn Jameh Razavi – „Großer Razavi-Innenhof“
- Sahn Gadeer

Die Sahn enthalten des Weiteren 14 Minarette sowie drei Brunnen.

### Hallen
Von den Sahn führen nach Gelehrten benannte externe Gänge, genannt Bast, zu den inneren Bereichen der Moschee.
- Bast Scheich Tosi – führt zur zentralen Bibliothek
- Bast Scheich Tabarsi
- Bast Scheich Hur Ameli
- Bast Scheich Baha'i

Die Bast-Gänge führen zu insgesamt 21 inneren Hallen (Riwaq), die die Grabkammer von ar-Ridā umgeben. Angrenzend an der Grabkammer befindet sich eine Moschee aus dem 10. Jahrhundert, bekannt als Bala-e-Sar Moschee.